# カリラオス
カリオラス（またはカリロス, 古希: Χαρίλαος / Χάριλλος, ラテン文字転記：Charilaos / Charillos, 在位：紀元前780年 - 紀元前750年）はエウリュポン朝のスパルタ王である。
カリラオスは先代の王ポリュデクテスの子であり、次代の王ニカンドロスの父である（ただしこれはパウサニアスなど多数派の意見であり、一方でヘロドトスはカリラオスはエウノモスの子であるとしている）。父が死んだ時、カリラオスはまだ子供だったため、リュクルゴスが摂政となって政治を行った。プルタルコスの伝えるところによれば、リュクルゴスが外遊から帰国した時、彼の支持者たちのうち20人ほどが武装して早朝に広場に集まった。その時カリラオスは彼らが自分に危害を加えるのではないかと恐れ、カルキオイコス（アテナ）の神殿に逃げ込んだ。それから、彼は彼らによって説得され、そこを出てその仲間に加わったという。
また、カリラオスは共同統治者のアルケラオスと共にアイギュスを攻めて市民を奴隷にし、またアルゴスやテゲアとも戦った。
カリラオスはアルケラオスによれば、「悪人に対して厳しくないカリラオスが、どうしてすぐれた人であることがあろうか」と評された。また、カリラオスの名は「人民の喜び」という意味である。

## 註
1. ↑  パウサニアス, III, 7, 3
2. ↑  ヘロドトス, VIII, 131
3. 1 2  プルタルコス, 「リュクルゴス」, 5
4. ↑  パウサニアス, III, 2, 5
5. ↑  ibid, III, 7, 3